# Pierre-Louis (Schauspieler)
Pierre-Louis (* 14. Juni 1917 in Le Mans; † 11. Januar 1987 in Paris; eigentlich Pierre Amourdedieu) war ein französischer Regisseur und Schauspieler Schweizerischer Herkunft.

## Leben
Pierre-Louis wurde ab dem Alter von 14 Jahren regelmäßig als Schauspieler angefragt. Insgesamt wirkte er in 68 Film- und Fernsehproduktionen mit, dabei allesamt in Nebenrollen. In den 1950er Jahren hatte er die Regie bei drei Filmen und einem Theaterstück. Auch trat er als Sketch-Schauspieler in TV-Shows auf. Ab 1975 trat er überwiegend nur noch im Theater auf und zog sich in den 1980er Jahren schrittweise zurück.

## Filmografie (Auswahl)
Als Schauspieler
- 1931: Kameradschaft – Regie: Georg Wilhelm Pabst
- 1935: Sylvie (Die schönen Tage) (Les Beaux jours) – Regie: Marc Allégret
- 1938: Le drame de Shanghaï
- 1947: Hier irrte die Justiz (Contre-enquête) – Regie: Jean Faurez
- 1947: Die Festung der Fremdenlegion (Bethsabée) – Regie: Léonide Moguy
- 1947: SOS – 11 Uhr nachts (La Dame d’onze heures) – Regie: Jean Devaivre
- 1949: Das Geheimnis der fünf roten Tulpen (Cinq tulipes rouges) – Regie: Jean Stelli
- 1950: Dein Weg ist Dir bestimmt (Quai de Grenelle) – Regie: Emil-Edwin Reinert
- 1951: Madeleine, Roman einer Verlorenen (Dupont Barbès) – Regie: Henri Lepage
- 1955: Razzia in Paris (Razzia sur la chnouf) – Regie: Henri Decoin
- 1957: Der sechste Mann (Tous peuvent me tuer) – Regie: Henri Decoin
- 1958: Kommissar Maigret stellt eine Falle (Maigret tend un piège) – Regie: Jean Delannoy
- 1959: Frau im Fegefeuer (Pourquoi viens-tu si tard?) – Regie: Henri Decoin
- 1959: Ich und die Kuh (La Vache et le prisonnier) – Regie: Henri Verneuil
- 1977: Drôles de zèbres – Regie: Guy Lux

Als Regisseur
- 1952: Colette tanzt für Paris (La Danseuse nue)
- 1953: Soyez les bienvenus
- 1953: Mandat d’amener

## Theater (Auswahl)
Als Regisseur
- 1946: Jean Nohain: Le bal de pompiers.
- 1956: Gilbert Laporte: Bon appétit, Monsieur.